# Metro-2 de Moscú

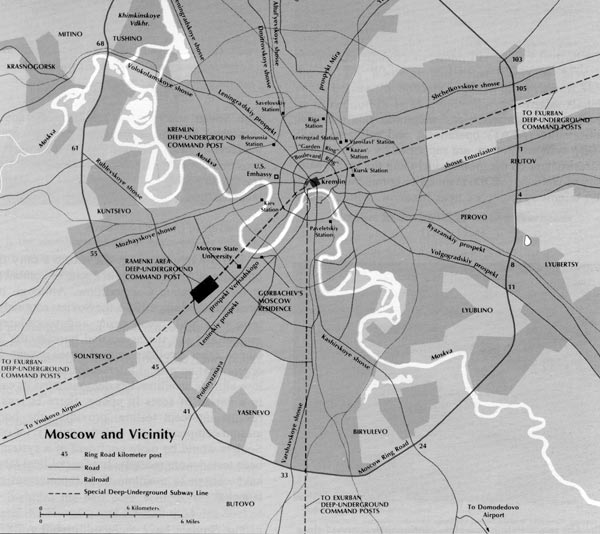
Mapa del Sistema Metro-2 supuesto por la Inteligencia Militar Estadounidense.

Metro-2 es un supuesto sistema de metro subterráneo en Moscú (Rusia) que funcionaría en paralelo al sistema convencional de metro de la ciudad. El sistema fue presuntamente construido, o por lo menos iniciado, durante la época de Iósif Stalin y fue llamado en código, D-6, por el KGB. La administración del Metro de Moscú no ha desmentido ni confirmado la existencia de este sistema subterráneo alternativo.
Se conjetura que la longitud del Metro-2 excede a la del Metro público de la ciudad, que posee cuatro líneas, y se encuentra a unos 50-200 metros de profundidad. También se rumorea que conecta el Kremlin de Moscú con los cuarteles de Servicio Federal de Seguridad, el Aeropuerto del Gobierno en Vnúkovo-2, el Cuartel General de las Fuerzas Armadas de Rusia, la legendaria ciudad subterránea en el distrito de Rámenki, entre otros sitios estratégicos de la Federación de Rusia.
En 1994, un grupo de exploración dijo haber encontrado una entrada a este sistema subterráneo. Pero la mayoría de las fuentes coinciden en la escasa verosimilitud de la historia ya que pese a los testimonios de personas que dicen haber ayudado en la construcción de este sistema, no existen testimonios fiables de primera mano.